# Парусник ксут
Парусник ксут, или ксут (лат. Papilio xuthus) — бабочка из семейства парусников. Видовое название дано в честь Ксута (Ксуфа) — персонажа древнегреческой мифологии.

## Описание
Размах крыльев 55—100 мм. Крылья сверху светло-жёлтые с интенсивным чёрным рисунком. Прикорневая часть передних крыльев в срединной ячейке прорезана черными продольными штрихами, а ближе к внутреннему краю — двумя широкими продольными же полосами. Красное анальное пятно с черной внутри точкой.
На переднем крыле в центральной ячейке продольные черные пятна, они занимают почти всю ячейку, и только около её вершины есть одно поперечное пятно неправильной формы. Жилки, упирающиеся в ячейку, заметно утолщены и ими закрыто больше половины жёлтого фона крыла.
Бабочки весеннего поколения — длина переднего крыла  32—39 мм светлый с более узкой чёрной перевязью на крыльях У летнего имаго длина переднего крыла 47—57 мм — окраска темнее, с сильно развитым чёрным рисунком на жёлтом фоне. В центральной ячейке на чёрном фоне 4 тонких жёлтых линии от корня до её середины, далее разрыв и их продолжение, у дискальной жилки две желтых скобки.
В морфологическом отношении ксут стойкий вид и не дает значительного разнообразия экологических и географических форм. Сезонный диморфизм у бабочек выражен довольно хорошо. Весенние, более мелкие экземпляры, известны под названием xuthulus (Brem.).

## Ареал
Восточная Азия: Китай, Япония, полуостров  Корея. В Маньчжурии ареал вида идет к западу до Большого Хингана. В России постоянно обитает в Восточном Забайкалье, Приамурье, Приморье; встречается в юго-западных частях Сахалина и на Больших Курильских островах. Особи летнего поколения способны залетать далеко от мест выплода, их находили даже в окрестностях Иркутска, в Олёкминском заповеднике в Якутии, а также на востоке Монголии.
Завезён на Гавайские острова (США) в 1971 году: либо с военными самолетами с базы на Гуаме, либо с помощью японских туристов.

## Местообитания

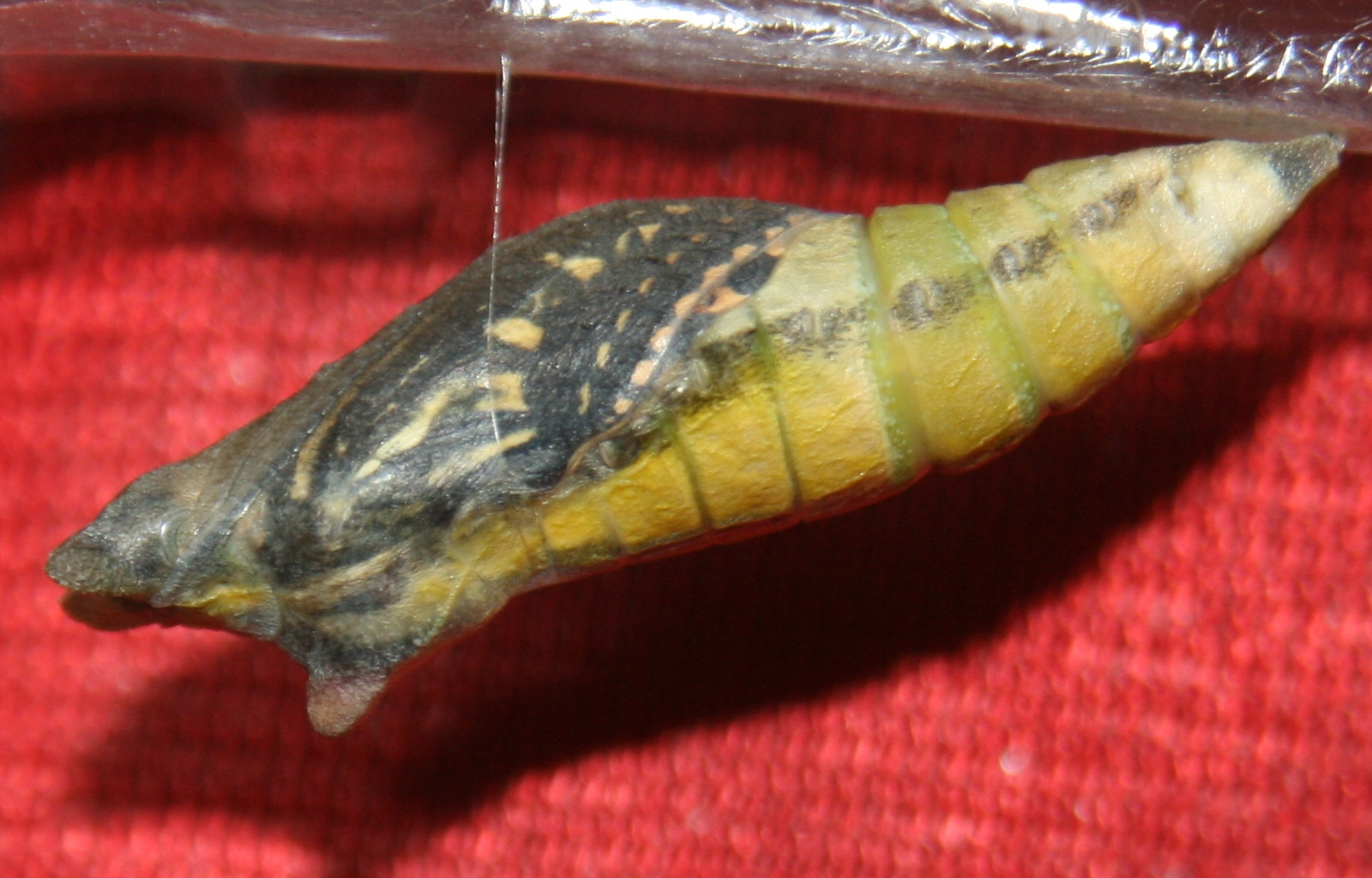
Куколка

Разреженные долинные широколиственные и смешанные леса, перемежающиеся цветущими травянистыми полянами и кустарниковыми зарослями. Реже, одиночно встречается по сырым лесным дорогам. В Забайкалье встречается как в биотопах лесостепи, так и по лугам в лесной зоне. Тем не менее, бабочек можно встретить и в чистой степи, по вершинам сопок.

## Время лёта

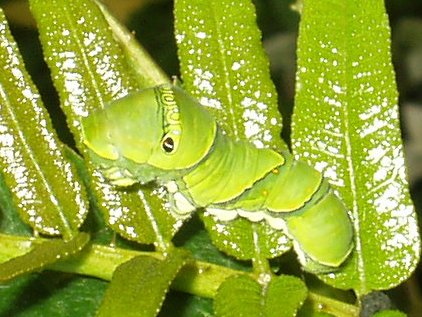
Гусеница

Две генерации в год. Лёт бабочек первого поколения происходит с середины июня до конца июля, второго — с конца июля (в южных регионах) со второй половины августа (в более северных регионах) до середины сентября.

## Размножение
Кормовыми растениями гусениц являются представители семейства рутовых (Rutaceae) — амурский бархат (Phellodendron amurensis), ясенец мохнатоплодный (Dictamnus dasycarpus), зантоксилюм айлантовидный (Zanthoxylum ailanthoides), изредка — зонтичные. Зимует в стадии куколки. Иногда отмечается в массовом количестве и как вредитель лесных культур бархатного дерева.

## Подвиды
- Papilio xuthus koxingus Fruhstorfer, 1908
- Papilio xuthus neoxuthus Fruhstorfer, 1908
- Papilio xuthus xuthus Linnaeus, 1767